# Nowy cmentarz żydowski w Sanoku
Nowy cmentarz żydowski w Sanoku – położony jest w dzielnicy Śródmieście w obrębie ulic Kiczury i Głogowej.

## Historia
Jest to jeden z dwóch, obok starego cmentarza żydowskiego, cmentarz żydowski w tym mieście.
Został założony w XIX wieku (dokładna data nie jest znana), zajmuje powierzchnię 1,67 ha, na której zachowało się około 50 nagrobków z XIX i XX wieku z napisami w języku hebrajskim i niemieckim. W 1906 przy cmentarzu powstał dom przedpogrzebowy, w latach 30. obszar kirkutu został powiększony.
W okresie II Rzeczypospolitej obok cmentarza działała cegielnia parowa.

### II wojna światowa
Po wybuchu II wojny światowej i wkroczeniu Niemców do Sanoka, w dniu 27 października 1939 okupanci dokonali na cmentarzu pierwszej egzekucji, której ofiarami byli aresztowani z sanockiego więzienia. Egzekucje na osadzonych z sanockiego więzienia (różnej narodowości, głównie żydowskiej), dokonywane na terenie cmentarza, były kontynuowane także w późniejszych latach okupacji niemieckiej, ze szczególnym ich wzmożeniem na przełomie 1942/1943. Ponadto na cmentarzu rozstrzeliwano osoby niewiadomego pochodzenia oraz chorych umysłowo, zatrzymywanych w Sanoku i poza miastem. Według relacji Stanisława Wilka w jednym dniu dokonano egzekucji na ok. 100 osobach. Rozstrzelania były dokonywane na pojedynczych osobach lub były masowe. W drugim przypadku przywiezione na cmentarz osoby były wpierw kierowane do stojącego w rogu nieczynnego domu grabarza, gdzie polecano im rozebrać się do naga, po czym prowadzono nad wykopany dół i zabijano strzałami w tył głowy.
Wśród ofiar egzekucji na cmentarzu byli m.in.: sędzia dr Stanisław Fried (oraz jego żona, syn Adam i córka Anna), członkowie Judenratu (m.in. Leon Werner z żoną i synem; Majlech Ortner z żoną i synem Motkiem oraz Lejbisz Strassberg i Trachmannowie; zamordowani po likwidacji sanockiego getta). Według różnych źródeł w tym miejscu śmierć poniosło co najmniej 500 osób lub ponad 630.
Łącznie na obszarze kirkutu (szerzej miejsce określano jako zbocze wzgórza Glinice) miało zostać zamordowanych ponad 1000 osób. W latach 1942–1943 nagrobkami z sanockich kirkutów wybrukowano kilkanaście śródmiejskich ulic w Sanoku oraz drogę do Trepczy. 

### Okres powojenny
Ostatni pochówek miał miejsce na tym kirkucie w 1957. Według informacji na posiedzeniu Miejskiej Rady Narodowej w Sanoku w 1958 cmentarz był wówczas nieuporządkowany od 1944.
Według relacji oddziału w Sanoku ZBoWiD organizacja ta w połowie lat 60. wystąpiła z inicjatywą stworzenia na byłym kirkucie upamiętnienia, jednak zarówno Kongregacja Wyznania Mojżeszowego w Krakowie i Centralna Żydowska Pomoc Społeczna w Warszawie nie wykazały zainteresowania tą sprawą. Mimo kolejnej inicjatywy tej organizacji (ok. 1967) nadal brakło zainteresowania ze strony władz i Powiatowego Komitetu Ochrony Pomników Walk i Męczeństwa.

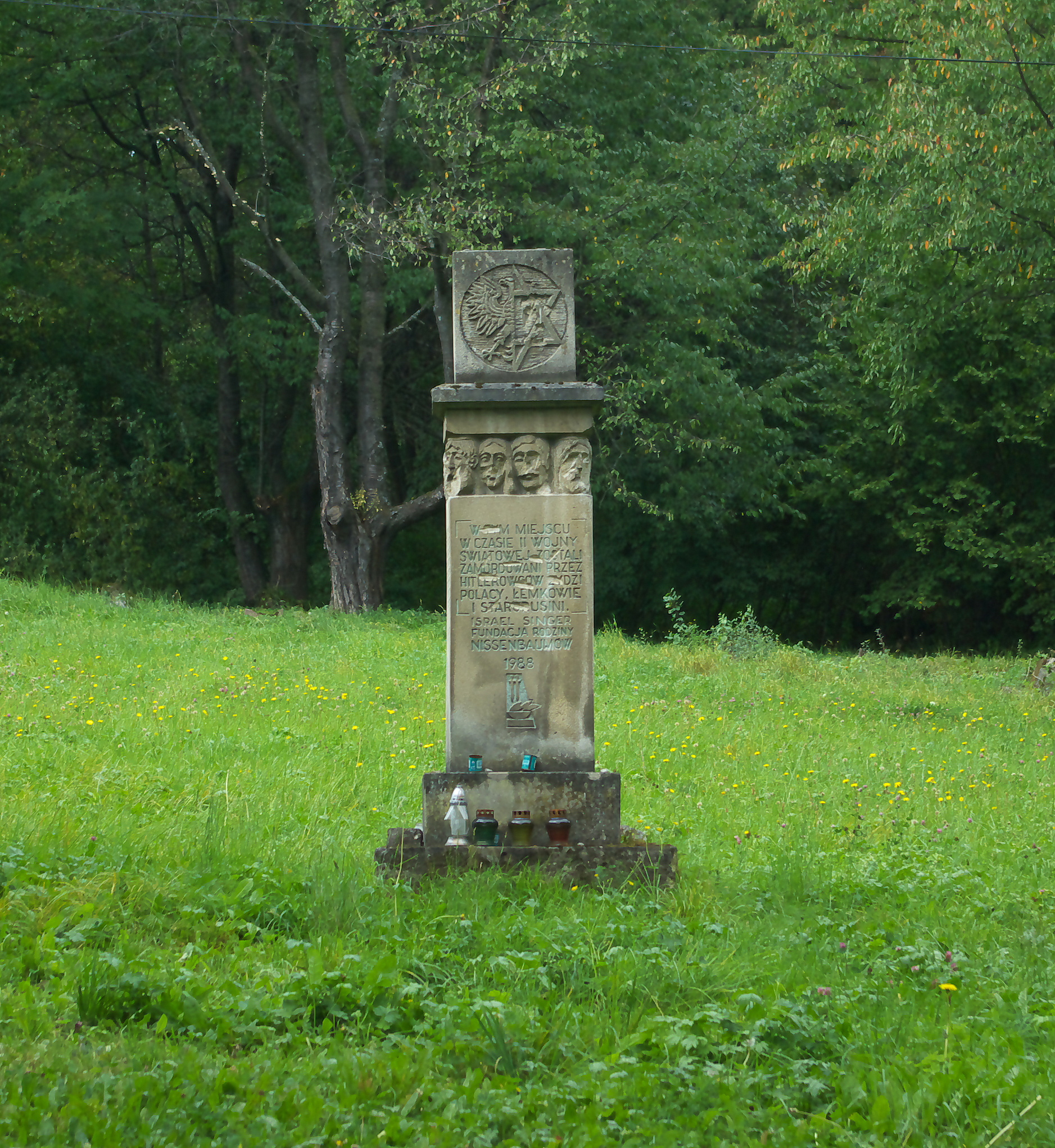
Pomnik na terenie cmentarza

Na przełomie 1988/1989 z inicjatywy Związku Religijnego Wyznania Mojżeszowego w Warszawie organizacja Związek Bojowników o Wolność i Demokrację przeprowadziła na cmentarzu prace porządkowe (m.in. odbudowano ogrodzenie i wystawiono pomnik ku czci ofiar Holocaustu ustanowiony przez Fundację Rodziny Nissenbaumów). Projektantem i wykonawcą był Jan Pastuszak z Józefowa. Inskrypcja brzmi: "Kto stanie przed tym pomnikiem, niechaj pochyli głowę i z czcią wspomni męczenników poległych za ojczyznę i wiarę, za godność i wolność wszystkich ludzi – przeciw bestialstwu ludobójczego rasizmu. Spokój ich szczątkom! W tym miejscu w czasie II wojny światowej zostali zamordowani przez hitlerowców Żydzi, Polacy, Łemkowie i Starorusini. Israel Singer. Fundacja Rodziny Nissenbaumów. 1988.".
W sierpniu 2008 roku dzięki wsparciu Fundacji Ochrony Dziedzictwa Żydowskiego w Polsce oraz władz miejskich Sanoka odbył się w mieście letni obóz ŻOOM, podczas którego m.in. sprzątano cmentarz żydowski oraz poświęcono czas nauce czytania macew oraz inwentaryzacji zachowanych nagrobków. 29 października 2008 roku w sanockiej Galerii BWA odbył się zorganizowany przez Fundację Ochrony Dziedzictwa Żydowskiego w Polsce oraz członków ŻOOM cykl bogato ilustrowanych fotografiami wykładów poświęconych żydowskim pochówkom i cmentarzom. 23 czerwca 2010 roku grupa studentów z Dartmount College (USA) przy współpracy władz miasta i lokalnej społeczności zakończyła prace porządkowe kolejnego kwartału sanockiego kirkutu. Opiekunem projektu był Steven Glazer. Z części ocalałych macew studenci utworzyli lapidarium.
Kirkut jest ogrodzony stalowym parkanem, do którego prowadzi ozdobiona gwiazdami Dawida brama. Od strony południowej graniczy z Cmentarzem Centralnym.
Cmentarz został wpisany do gminnego rejestru zabytków miasta Sanoka, opublikowanego w 2015.